# Myriotrema secernendum
Myriotrema secernendum är en lavart som först beskrevs av Julien Herbert Auguste Jules Harmand och som fick sitt nu gällande namn av Mason Ellsworth Hale 1980. 
Myriotrema secernendum ingår i släktet Myriotrema och familjen Thelotremataceae. Inga underarter finns listade i Catalogue of Life.